# ألعاب الفيديو في 1976
لِعام 1976 العديد من ألعاب الفيديو المميزة مثل، رواد راكي، نيجهت دريفير، هيافيوييجهت كهامب، سيا وولف، برياكوت.

## الألعاب الأعلى تقييمًا

### اليابان
في اليابان، نشرت مجلة Game Machine أول مخطط سنوي لأرباح ألعاب الأركيد لعام 1976 في عددها الصادر في فبراير 1977، حيث أدرجت كل من ألعاب الفيديو arcade والألعاب الكهروميكانيكية (ألعاب EM) على نفس مخطط الممرات. كانت لعبة سباقات Namco's EM F-1 هي لعبة الأركيد الأعلى ربحًا لهذا العام، تليها لعبة فيديو Taito Ball Park (تم إصدارها في الأصل باسم Tornado Baseball بواسطة ميدواي للألعاب في أمريكا الشمالية). كانت العناوين التالية هي ألعاب الأركيد الأعلى ربحًا لعام 1976، وفقًا لأول مخطط سنوي لـ Game Machine.
| ألعاب أركيد الكهروميكانيكية (ألعاب EM) | ألعاب أركيد الكهروميكانيكية (ألعاب EM) | ألعاب أركيد الكهروميكانيكية (ألعاب EM) | ألعاب الصالات | ألعاب الصالات                 | ألعاب الصالات | ألعاب الصالات     |
| مرتبة                                  | عنوان                                  | نقاط                                   | مرتبة         | عنوان                         | نقاط          | النوع             |
| -------------------------------------- | -------------------------------------- | -------------------------------------- | ------------- | ----------------------------- | ------------- | ----------------- |
| 1                                      | F-1                                    | 64                                     | 1             | بول بارك ( تورنادو بيسبول )   | 34            | لعبة فيديو رياضية |
| 2                                      | موغورا تايجي (وهاك - أ - مولي)         | 18                                     | 2             | سباق السرعة دي إكس            | 26            | لعبة فيديو سباقات |
| 3                                      | جروب سكيلل ديجا                        | 12                                     | 3             | بطل الوزن الثقيل              | 20            | ملاكمة            |
| 4                                      | صقر السماء                             | 11                                     | 4             | بريك أوت                      | 14            | بريك أوت          |
| 5                                      | ميني ليزر كلاي                         | 6                                      | 5             | ذئب البحر                     | 10            | لعبة إطلاق نار    |
| 5                                      | ويد غانمان                             | 6                                      | 6             | ليمانز                        | 5             | لعبة فيديو سباقات |
| 7                                      | 400 ميل                                | 4                                      | 7             | كاميكازي(كاميكازي صفر مقاتل ) | 4             | لعبة إطلاق نار    |
| 7                                      | كرة ودبابيس                            | 4                                      | 8             | ركن متلألئ                    | 3             | لعبة فيديو سباقات |
| 9                                      | غير معروف                              | 1                                      | 8             | سباق السرعة التوأم            | 3             | لعبة فيديو سباقات |
| 9                                      | غير معروف                              | 1                                      | 10            | إندي 800                      | 2             | لعبة فيديو سباقات |
| 9                                      | غير معروف                              | 1                                      | 10            | سائق ليلي                     | 2             | لعبة فيديو سباقات |
| —                                      | —                                      | —                                      | 10            | روك آند بارك                  | 2             | لعبة إطلاق نار    |
| —                                      | —                                      | —                                      | 10            | جين فيجهت (ويسترن غون)        | 2             | لعبة إطلاق نار    |

ملاحظة: يتم سرد ألعاب الميدالية على مخطط منفصل، حيث تعتبر لعبة Nintendo EVR Race هي اللعبة الأكثر ربحًا على مدار العام.

### الولايات المتحدة الأمريكية
في الولايات المتحدة، بدأت مجلة ريبلاي في نشر قوائم سنوية لألعاب الأركيد ذات الدخل المرتفع في عام 1976، والتي تغطي كل من ألعاب الفيديو وكرة ودبابيس. كانت العناوين التالية هي أفضل عشر ألعاب فيديو أركيد لهذا العام، من حيث أرباح انخفاض العملات. يتم أيضًا تقديم مبيعات خزانة الممرات مدى الحياة في عمود منفصل.
| مرتبة | عنوان                   | مطور                    | الصانع                  | النوع             | مبيعات مجلس الوزراء مدى الحياة |
| ----- | ----------------------- | ----------------------- | ----------------------- | ----------------- | ------------------------------ |
| 1     | ذئب البحر               | ديف نوتينغ أسوشيتس      | ميدواي للألعاب          | لعبة إطلاق نار    | 10,000                         |
| 2     | جين فيجهت (ويسترن غون)  | تايتو                   | ميدواي للألعاب          | لعبة إطلاق نار    | 8,600                          |
| 3     | العجلات ( سباق السرعة ) | تايتو                   | ميدواي للألعاب          | لعبة فيديو سباقات | 7,000                          |
| 4     | إندي 800                | شركة أتاري [الإنجليزية] | شركة أتاري [الإنجليزية] | لعبة فيديو سباقات | 6,495                          |
| 5     | بريك أوت                | شركة أتاري [الإنجليزية] | شركة أتاري [الإنجليزية] | بريك أوت          | 11,000                         |
| 6     | إندي 4                  | شركة أتاري [الإنجليزية] | شركة أتاري [الإنجليزية] | لعبة فيديو سباقات | غير معروف                      |
| 7     | بي-بلاني                | العاب مسلية             | العاب مسلية             | لعبة إطلاق نار    | غير معروف                      |
| 8     | سباق الموت              | إكسيدي                  | إكسيدي                  | لعبة فيديو سباقات | غير معروف                      |
| 8     | سباق تحطيم السيارات     | إكسيدي                  | شيكاغو كوين             | لعبة فيديو سباقات | غير معروف                      |
| 8     | تريفيا                  | رامتيك                  | رامتيك                  | كويز              | غير معروف                      |

## الأحداث
- أكتوبر - استحوذت شركة وارنر ميديا على شركة آتاري من نولان بوشنل مقابل 28 مليون دولار أمريكي. يبقى بوشنل في منصب رئيس مجلس الإدارة.[8]
- بيع 3.5 مليون لعبة فيديو، محققة إيرادات على صناعة ألعاب الفيديو بالتجزئة 242 مليون دولار.[9]

## عمل
- الشركات الجديدة: أبل كمبيوتر، داتا إيست

## الإصدارات البارزة

### ألعاب
- يناير - سيجا تطلق بطل الوزن الثقيل،[10] أول لعبة فيديو تتميز بالقتال اليدوي.[11][12][13] يستخدم ضوابط تحاكي إلقاء اللكمات الفعلية.[11]
- فبراير - سيجا تطلق Road Race.[14]
- 1 أبريل - أصدرت Exidy لعبة Death Race إلى ألعاب الفيديو. ظهرت أنباء عن وجود اللعبة على الصعيد الوطني في الصحف في الأسبوع الأول من شهر يوليو بعد إطلاقها الهادئ على مستوى البلاد.[15] أثارت اللعبة غضبًا عامًا على العنف في ألعاب الفيديو ، وهي محظورة في العديد من المناطق.[16]
- أبريل - أصدرت Taito Speed Race Twin،[17] وهو تكملة لـ Speed Race التي تتيح اللعب التنافسي للاعبين في وقت واحد.[18]
- 13 مايو - أصدرت أتاري Breakout،[19] التي صمم نموذجها الأولي من قبل مؤسسي شركة Apple Computer Steve Jobs و Steve Wozniak، إلى ألعاب الفيديو.[20]
- أغسطس - أصدرت Sega لعبة Man T.T،[21] والمعروفة أيضًا باسم Moto-Cross، وهي لعبة سباق دراجات نارية مبكرة،[22] باستخدام منظور ثلاثي الأبعاد، التمرير إلى الأمام، منظور الشخص الثالث، على غرار Road Race. كما أنه يقدم ردود فعل لمسية، مما يتسبب في اهتزاز المقاود أثناء الاصطدام. تعيد Sega-Gremlin تسميتها باسم Fonz.[22]
- أكتوبر - أصدرت أتاري Night Driver،[23] وهي لعبة فيديو سباقات منظور الشخص الأول.
- أكتوبر - أطلق Gremlin لعبة Blockade، وهي أول ألعاب أصبحت تُعرف بألعاب الثعابين.
- أثناء العمل في مختبر الذكاء الاصطناعي في ستانفورد، يكتشف دون وودز ويوسع مغامرة ويل كروثر. في وقت لاحق من العام، نقل جيمس جيلوجلي نسخة وودز لعنوان الخيال التفاعلي من فورتران إلى لغة البرمجة سي لأجهزة الكمبيوتر التي تعمل بنظام يونكس.[24]

### المعدات
- نوفمبر - أطلقت Fairchild Camera and Instrument نظام ترفيه الفيديو (المعروف لاحقًا باسم VES أو القناة F)، وهو أول وحدة تحكم في ألعاب الفيديو تستخدم معالجًا دقيقًا وخراطيش.[25]
- تقوم Coleco بإصدار Telstar، وهو استنساخ لوحدة التحكم من Pong استنادًا إلى رقاقة General Instrument AY-3-8500.[26]